# Hypericum monroi
Hypericum monroi är en johannesörtsväxtart som beskrevs av N.Robson. Hypericum monroi ingår i släktet johannesörter, och familjen johannesörtsväxter. Inga underarter finns listade i Catalogue of Life.